# La Santa - Viaggio nella 'ndrangheta sconosciuta
La Santa - Viaggio nella 'ndrangheta sconosciuta è un documentario del 2007 diretto da Rubén Oliva ed Enrico Fierro. Ha vinto il premio Paolo Borsellino edizione 2007, il premio Globo d'oro edizione 2007–2008 e Premio Itaca 2009

## Trama
Il lavoro è un viaggio all'interno dell'organizzazione criminale che più è riuscita a crescere e espandersi nel mondo. Racconta di come i cartelli dei Narcos colombiani lavorano per la 'Ndrangheta, di come l'organizzazione che negli anni '70 si è rinominata "Santa" o "Cosa Nuova" si sia radicata nei cinque continenti.
La Santa è uno dei pochissimi documentari esistenti sulla 'Ndrangheta calabrese. Mentre la Camorra napoletana si sgretola e la Mafia siciliana continua a soffrire colpi ai vertici, la 'ndrangheta va avanti nel più assoluto silenzio.
Dopo la strage di Duisburg (Germania) del 15 agosto 2007 poco si è detto e saputo delle attività delle diverse Ndrine che la compongono. I Santisti riescono a mantenere un profilo basso, superando le diverse stagioni politiche ed economiche. Investe in affari leciti e detiene il controllo mondiale della cocaina.
Il documentario e il libro mostrano scenari nuovi. L'Argentina, paese da cui parte la cocaina per l'Europa. I paramilitari colombiani guidati dall'italo-colombiano Salvatore Mancuso Gómez e le FARC del mitico "tirofijo" che consegnano le partite di cocaina ai santisti.

## Distribuzione
È stato distribuito da Rizzoli in un cofanetto film+libro nel 2007. In Calabria è stato distribuito allegato al quotidiano regionale Calabria Ora il 14 marzo del 2008.

## Riconoscimenti
- 2007 - Globo d'oro
- 2007 - Premio Paolo Borsellino